# Lymantriades xanthoceps
Lymantriades xanthoceps är en fjärilsart som beskrevs av George Francis Hampson 1910. Lymantriades xanthoceps ingår i släktet Lymantriades och familjen tofsspinnare. Inga underarter finns listade i Catalogue of Life.